# Локальні сокети
Локальні сокети — сімейство сокетів AF_UNIX (також відоме як AF_LOCAL) використовується для ефективної взаємодії між процесами на одній машині. Традиційно сокети домену UNIX можуть бути або безіменними, або прив’язаними до файлу типи socket у файловій системі. Linux також підтримує абстрактний простір імен, який не залежить від файлової системи.
Допустимими типами локальних сокетів є: 
- SOCK_STREAM, з гарантією отримання, для потоково-орієнтованих сокетів із встановленням з’єднання (можна порівняти з TCP);
- SOCK_DGRAM, для дейтаграм-орієнтованих сокетів, без встановлення з’єднання, який зберігає межі повідомлень (у більшості UNIX реалізацій, сокети дейтаграм домену UNIX завжди надійні і не змінюють порядок дейтаграм. Можна порівняти з UDP).
- Починаючи з Linux 2.6.4 доступний тип SOCK_SEQPACKET, для сокетів із встановленням з’єднання та гарантованою послідовністю пакетів, а також із збереженням меж повідомлення.

Якщо мережні сокети, такі як TCP та UDP регулюються пакетним фільтром, то локальні сокети - об'єкт регулювання файлової системи, В результаті набагато легше регулювати, які користувачі мають доступ до сокету домену UNIX, ніж до сокету TCP.